# Georges Henri Burdy
Georges Henri Burdy, né le 7 janvier 1871 à Dieppe et mort le 26 juin 1908 à Verviers, est un peintre français.

## Biographie
Georges Henri Burdy est le fils de Henri-Auguste Burdy, sculpteur, et d'Élise Elvire Benoit. Ses sœurs Jeanne Adèle (1868-1931) et Marguerite-Valentine (1874-1964) deviendront également artistes peintres.
Élève de Gustave Moreau, il expose à partir de 1895. 
Il obtient une mention honorable en 1896, une médaille de 3e classe en 1897, et une mention honorable lors de l'Exposition universelle de 1900, 
Il meurt à l'âge de 37 ans à Verviers.